# Lygropia imparalis
Lygropia imparalis is een vlinder uit de familie van de grasmotten (Crambidae). De wetenschappelijke naam van de soort is voor het eerst voorgesteld als Samea imparalis door Francis Walker in een publicatie uit 1865.
De soort komt voor in Cuba en de Dominicaanse Republiek.